# 2010–2011-es izraeli labdarúgó-bajnokság (első osztály)
A 2010–2011-es Ligat háAl az izraeli labdarúgó-bajnokság legmagasabb szintű versenyének 69. alkalommal megrendezett bajnoki éve volt. A pontvadászat 16 csapat részvételével 2010. augusztus 21-én kezdődött és 2011. május 21-én ért véget.
A bajnokságot a Makkabi Haifa nyerte meg a címvédő Hapóél Tel-Aviv, illetve a bronzérmes Makkabi Tel-Aviv előtt. Ez volt a klub 12. bajnoki címe.

## A bajnokság rendszere
A pontvadászat 16 csapat részvételével őszi-tavaszi lebonyolításban zajlott, és két fő részből állt: egy alapszakaszból és egy helyosztó rájátszásból. Az alapszakaszban a csapatok oda-visszavágós, körmérkőzéses rendszerben mérkőztek meg egymással. Minden csapat minden csapattal kétszer játszott, egyszer pályaválasztóként, egyszer pedig vendégként.
Az alapszakasz végső sorrendjét az utolsó, 30. fordulót követően az alábbi szempontok szerint határozták meg:
1. a bajnokságban szerzett pontok összege;
2. a bajnoki mérkőzések gólkülönbsége;
3. a bajnokságban elért győzelmek száma;
4. a bajnoki mérkőzéseken szerzett gólok száma;
5. az egymás ellen játszott bajnoki mérkőzések pontkülönbsége;
6. az egymás ellen játszott bajnoki mérkőzések gólkülönbsége;
7. az egymás ellen játszott bajnoki mérkőzéseken szerzett gólok száma;
8. helyosztó mérkőzés

Az alapszakaszt követően a bajnokság mezőnyét a bajnoki sorrendnek megfelelően három csoportra bontották: az 1–6. helyezett csapatok a felsőházi rájátszásban, a 7–10. helyezett csapatok a 7–10. helyért kiírt helyosztóban, míg a 11–16. helyezett csapatok az alsóházi rájátszásban folytatták.
A helyosztó rájátszásokba minden csapat magával vitte összes alapszakaszbeli eredményét, majd pontszámukat elosztották kettővel és egész számra kerekítették. A helyosztó csoportokon belül az alapszakaszbeli helyezésből képzett körmérkőzéses párosításokban minden csapat minden csapattal egyszer mérkőzött meg.
A felsőházi rájátszás győztese lett az izraeli bajnok, az alsóházi rájátszás utolsó két helyezett csapata búcsúzott az élvonaltól, a 14. helyezett csapat pedig osztályozó mérkőzést játszott a másodosztály bronzérmes együttesével.

## Változások a 2009–2010-es szezonhoz képest
Kiesett a másodosztályba
- Hapóél Raanáná, 15. helyen
- Makkabi Áhí Nácrat, 16. helyen

Feljutott a másodosztályból
- Íróní Kirjat Smóná, a másodosztály győztese
- Hapóél Askelón, a másodosztály ezüstérmese

## Részt vevő csapatok
| Csapat              | Székhely     | Stadion                | 2009–10     |
| ------------------- | ------------ | ---------------------- | ----------- |
| Bétár Jerusálajim   | Jeruzsálem   | Teddi Stadion          | 5.          |
| Bné Szakhnín        | Szakhnin     | Dóhá Stadion           | 7.          |
| Bné Jehúdá          | Tel-Aviv     | Bloomfield Stadion     | 4.          |
| MSZ Asdód           | Asdód        | Hajúd-Álef Stadion     | 6.          |
| Hapóél Askelón      | Askelón      | Szálá Stadion          | 2. (II. o.) |
| Hapóél Akkó         | Akkó         | Napóleon Stadion       | 12.         |
| Hapóél Beér-Seva    | Beér-Seva    | Vaszermíl Stadion      | 9.          |
| Hapóél Haifa        | Haifa        | Kirjat Eliézer Stadion | 11.         |
| Hapóél Petah Tikvá  | Petah Tikva  | Petah Tikvá stadion    | 13.         |
| Hapóél Ramat Gan    | Ramat Gan    | Téli Stadion           | 14.         |
| Hapóél Tel-Aviv     | Tel-Aviv     | Bloomfield Stadion     | 1.          |
| Íróní Kirjat Smóná  | Kirjat Smóná | Íróní Stadion          | 1. (II. o.) |
| Makkabi Haifa       | Haifa        | Kirjat Eliézer Stadion | 2.          |
| Makkabi Netánjá     | Netánjá      | Szar-Tóv Stadion       | 10.         |
| Makkabi Petah Tikvá | Petah Tikva  | Petah Tikvá stadion    | 8.          |
| Makkabi Tel-Aviv    | Tel-Aviv     | Bloomfield Stadion     | 3.          |

## Alapszakasz

### Végeredménye
| #   | Csapat               | M  | GY | D  | V  | G+ – G– | GK  | P  | Megjegyzések              |
| --- | -------------------- | -- | -- | -- | -- | ------- | --- | -- | ------------------------- |
| 1.  | Makkabi Haifa        | 30 | 21 | 7  | 2  | 55–25   | +30 | 70 | Felsőházi rájátszás       |
| 2.  | Hapóél Tel-AvivCV, K | 30 | 20 | 5  | 5  | 65–27   | +38 | 65 | Felsőházi rájátszás       |
| 3.  | Makkabi Tel-Aviv     | 30 | 15 | 5  | 10 | 41–33   | +8  | 50 | Felsőházi rájátszás       |
| 4.  | Íróní Kirjat SmónáÚ  | 30 | 13 | 9  | 8  | 50–34   | +16 | 48 | Felsőházi rájátszás       |
| 5.  | Bné Jehúdá           | 30 | 13 | 9  | 8  | 33–27   | +6  | 48 | Felsőházi rájátszás       |
| 6.  | Makkabi Netánjá      | 30 | 11 | 11 | 8  | 39–33   | +6  | 44 | Felsőházi rájátszás       |
| 7.  | Hapóél Haifa         | 30 | 12 | 8  | 10 | 38–37   | +1  | 44 | Helyosztó a 7–10. helyért |
| 8.  | Makkabi Petah Tikvá  | 30 | 11 | 9  | 10 | 50–39   | +11 | 42 | Helyosztó a 7–10. helyért |
| 9.  | Hapóél Akkó          | 30 | 10 | 11 | 9  | 43–38   | +5  | 41 | Helyosztó a 7–10. helyért |
| 10. | Hapóél Beér-Seva     | 30 | 10 | 8  | 12 | 36–38   | −2  | 38 | Helyosztó a 7–10. helyért |
| 11. | Bétár Jerusálajim    | 30 | 10 | 8  | 12 | 30–32   | −2  | 38 | Alsóházi rájátszás        |
| 12. | Hapóél Petah Tikvá   | 30 | 9  | 6  | 15 | 36–51   | −15 | 33 | Alsóházi rájátszás        |
| 13. | MSZ Asdód            | 30 | 8  | 9  | 13 | 36–52   | −16 | 33 | Alsóházi rájátszás        |
| 14. | Hapóél AskelónÚ      | 30 | 7  | 5  | 18 | 29–56   | −27 | 26 | Alsóházi rájátszás        |
| 15. | Bné Szakhnín         | 30 | 6  | 7  | 17 | 19–40   | −21 | 25 | Alsóházi rájátszás        |
| 16. | Hapóél Ramat Gan     | 30 | 1  | 9  | 20 | 18–56   | −38 | 81 | Alsóházi rájátszás        |

Forrás: Izraeli Labdarúgó-szövetség (angolul) 
A rangsorolás alapszabályai: 1. pontszám, 2. gólkülönbség, 3. győzelmek száma, 4. szerzett gólok száma, 5. egymás elleni eredmények (pontszám, gólkülönbség, szerzett gólok száma), 6. helyosztó-mérkőzés.
1A Hapóél Ramat Gan csapatától 4 pontot levontak, mert a 2009–2010-es idényben mind a játékosokkal, mind a szakmai stábbal kettős szerződés volt érvényben.
(B): Bajnokcsapat, (K): Kieső csapat, (F): Feljutó csapat, (I): Kupainduló, (R): A rájátszás győztese, (KGY): Kupagyőztes

### Eredményei
| Hazai \ Vendég1     | ASD | BÉT | BNJ | BNS | HAK | HAS | HBS  | HHA | HPT | HRG | HTA | IRO | MHA | MNE | MPT | MTA |
| MSZ Asdód           |     | 3–0 | 1–2 | 0–0 | 3–1 | 3–2 | 0–32 | 0–0 | 1–2 | 2–2 | 3–3 | 2–2 | 1–2 | 1–0 | 1–3 | 1–2 |
| Bétár Jerusálajim   | 0–0 |     | 1–1 | 0–0 | 2–0 | 4–0 | 5–1  | 1–0 | 0–2 | 3–2 | 1–0 | 1–0 | 0–0 | 0–0 | 0–2 | 0–1 |
| Bné Jehúdá          | 0–0 | 2–1 |     | 2–0 | 1–0 | 2–0 | 0–0  | 3–2 | 2–0 | 0–0 | 0–1 | 3–1 | 2–3 | 1–1 | 2–0 | 2–0 |
| Bné Szakhnín        | 0–2 | 1–0 | 0–1 |     | 0–1 | 2–0 | 1–1  | 1–3 | 1–1 | 0–0 | 1–3 | 1–0 | 1–2 | 1–1 | 2–3 | 1–3 |
| Hapóél Akkó         | 1–2 | 3–0 | 3–1 | 0–0 |     | 1–0 | 2–3  | 2–1 | 3–0 | 0–0 | 2–2 | 3–0 | 0–2 | 0–0 | 1–1 | 3–1 |
| Hapóél Askelón      | 4–1 | 2–1 | 0–0 | 1–0 | 0–0 |     | 3–4  | 0–0 | 3–1 | 1–1 | 0–2 | 0–1 | 0–3 | 0–4 | 0–1 | 2–4 |
| Hapóél Beér-Seva    | 5–0 | 1–2 | 0–1 | 1–0 | 0–2 | 1–0 |      | 0–2 | 0–0 | 2–0 | 0–3 | 1–1 | 1–1 | 1–2 | 2–1 | 0–1 |
| Hapóél Haifa        | 2–0 | 0–2 | 2–0 | 4–1 | 1–1 | 1–2 | 1–1  |     | 3–2 | 2–0 | 1–0 | 1–4 | 0–2 | 1–2 | 1–1 | 0–0 |
| Hapóél Petah Tikvá  | 3–1 | 1–0 | 2–1 | 0–1 | 2–2 | 0–2 | 3–1  | 2–0 |     | 2–0 | 1–5 | 1–3 | 0–1 | 1–1 | 1–4 | 0–1 |
| Hapóél Ramat Gan    | 1–2 | 0–0 | 1–1 | 1–2 | 3–2 | 0–4 | 0–0  | 1–2 | 1–1 |     | 1–2 | 0–3 | 1–3 | 0–1 | 0–2 | 0–3 |
| Hapóél Tel-Aviv     | 0–2 | 0–0 | 0–1 | 1–0 | 4–1 | 5–1 | 3–2  | 5–0 | 2–0 | 4–0 |     | 2–4 | 4–1 | 2–1 | 2–0 | 1–0 |
| Íróní Kirjat Smóná  | 3–0 | 0–1 | 2–2 | 2–0 | 2–2 | 2–2 | 1–0  | 1–3 | 3–1 | 1–0 | 1–1 |     | 0–1 | 3–0 | 2–2 | 4–0 |
| Makkabi Haifa       | 1–1 | 3–3 | 1–0 | 1–0 | 3–1 | 3–0 | 2–2  | 0–0 | 2–0 | 3–2 | 0–2 | 3–2 |     | 3–0 | 1–0 | 3–0 |
| Makkabi Netánjá     | 2–0 | 4–1 | 0–0 | 1–0 | 1–3 | 3–0 | 1–0  | 1–1 | 3–3 | 2–0 | 1–3 | 1–1 | 1–1 |     | 2–2 | 0–2 |
| Makkabi Petah Tikvá | 2–2 | 2–1 | 3–0 | 1–2 | 1–1 | 4–0 | 0–1  | 2–3 | 2–3 | 4–1 | 1–2 | 0–0 | 1–3 | 2–0 |     | 2–2 |
| Makkabi Tel-Aviv    | 4–1 | 1–0 | 2–0 | 4–0 | 2–2 | 2–0 | 0–2  | 0–1 | 2–1 | 2–0 | 1–1 | 0–1 | 0–1 | 0–3 | 1–1 |     |

Forrás: Izraeli Labdarúgó-szövetség (angolul) 
1A hazai csapatok a bal oldali oszlopban szerepelnek.
Színek: Zöld = hazai győzelem; Sárga = döntetlen; Piros = vendéggyőzelem.
2Az MSZ Asdód–Hapóél Beér-Seva-mérkőzés a 93. percben 3–3-as állásnál félbeszakadt, mert a hazai szurkolótáborból megdobták az egyik asszisztenst egy vastárggyal. A pályán elért eredményt törölték, és 3–0-s arányban a vendégcsapatnak ítélték. 
 

## Helyosztó rájátszások

### Felsőházi rájátszás
A felsőházi rájátszásba az alapszakasz 1–6. helyezett csapatai kerültek. Az eddig elért összes eredményüket magukkal hozták, azonban a pontszámaikat megfelezték, és nem egész szám esetén lefele kerekítették. Így a Makkabi Haifa 35, a Hapóél Tel-Aviv 33, a Makkabi Tel-Aviv 25, az Íróní Kirjat Smóná 24, míg a Bné Jehúdá és a Makkabi Netánjá 22-22 pont levonásban részesült.

#### Végeredménye
| #  | Csapat                     | M  | GY | D  | V  | G+ – G– | GK  | P                                                      | Megjegyzések                                   |
| -- | -------------------------- | -- | -- | -- | -- | ------- | --- | ------------------------------------------------------ | ---------------------------------------------- |
| 1. | Makkabi Haifa (B)          | 35 | 24 | 8  | 3  | 63–28   | +35 | 45                                                     | 2011–2012-es Bajnokok Ligája – 2. selejtezőkör |
| 2. | Hapóél Tel-AvivCV, K (KGY) | 35 | 21 | 7  | 7  | 72–36   | +36 | 38                                                     | 2011–2012-es Európa-liga – 3. selejtezőkör1    |
| 3. | Makkabi Tel-Aviv           | 35 | 18 | 6  | 11 | 53–40   | +13 | 35                                                     | 2011–2012-es Európa-liga – 2. selejtezőkör     |
| 4. | Bné Jehúdá                 | 35 | 15 | 10 | 10 | 42–34   | +8  | 31                                                     | 2011–2012-es Európa-liga – 2. selejtezőkör     |
| 5. | Íróní Kirjat SmónáÚ        | 35 | 14 | 10 | 11 | 57–45   | +12 | 28 \|rowspan="3" style="background-color: #fafafa;" \| |                                                |
| 6. | Makkabi Netánjá            | 35 | 12 | 13 | 10 | 47–47   | 0   | 27                                                     |                                                |

Forrás: Izraeli Labdarúgó-szövetség (angolul) 
A rangsorolás alapszabályai: 1. pontszám, 2. gólkülönbség, 3. győzelmek száma, 4. szerzett gólok száma, 5. egymás elleni eredmények (pontszám, gólkülönbség, szerzett gólok száma), 6. helyosztó-mérkőzés.
1A Hapóél Tel-Aviv nyerte a 2010–2011-es izraeli kupát, ezért a 2011–2012-es Európa-liga 3. selejtezőkörében indulhat.
(B): Bajnokcsapat, (K): Kieső csapat, (F): Feljutó csapat, (I): Kupainduló, (R): A rájátszás győztese, (KGY): Kupagyőztes

#### Eredményei
| Hazai \ Vendég1    | BNJ | HTA | IRO | MHA | MNE | MTA |
| Bné Jehúdá         |     |     |     | 1–1 |     | 1–3 |
| Hapóél Tel-Aviv    | 2–1 |     |     |     | 2–2 | 2–2 |
| Íróní Kirjat Smóná | 1–2 | 2–1 |     |     |     |     |
| Makkabi Haifa      |     | 2–0 | 2–0 |     | 1–2 |     |
| Makkabi Netánjá    | 0–4 |     | 3–3 |     |     |     |
| Makkabi Tel-Aviv   |     |     | 3–1 | 0–2 | 4–1 |     |

Forrás: Izraeli Labdarúgó-szövetség 
1A hazai csapatok a bal oldali oszlopban szerepelnek.
Színek: Zöld = hazai győzelem; Sárga = döntetlen; Piros = vendéggyőzelem.
 

### Helyosztó a 7–10. helyért
A 7–10. helyért zajlott helyosztó rájátszásba az alapszakasz 7–10. helyezett csapatai kerültek. Az eddig elért összes eredményüket magukkal hozták, azonban a pontszámaikat megfelezték, és nem egész szám esetén lefele kerekítették. Így a Hapóél Haifa 22 , a Makkabi Petah Tikvá 21 , a Hapóél Akkó 20 , míg a Hapóél Beér-Seva 19  pont levonásban részesült.

#### Végeredménye
| #   | Csapat              | M  | GY | D  | V  | G+ – G– | GK  | P                                                      | Megjegyzések |
| --- | ------------------- | -- | -- | -- | -- | ------- | --- | ------------------------------------------------------ | ------------ |
| 7.  | Makkabi Petah Tikvá | 33 | 13 | 10 | 10 | 57–41   | +16 | 28 \|rowspan="4" style="background-color: #fafafa;" \| |              |
| 8.  | Hapóél Akkó         | 33 | 12 | 11 | 10 | 49–45   | +4  | 27                                                     |              |
| 9.  | Hapóél Beér-Seva    | 33 | 11 | 9  | 13 | 41–43   | −2  | 23                                                     |              |
| 10. | Hapóél Haifa        | 33 | 12 | 8  | 13 | 40–43   | −3  | 22                                                     |              |

Forrás: Izraeli Labdarúgó-szövetség (angolul) 
A rangsorolás alapszabályai: 1. pontszám, 2. gólkülönbség, 3. győzelmek száma, 4. szerzett gólok száma, 5. egymás elleni eredmények (pontszám, gólkülönbség, szerzett gólok száma), 6. helyosztó-mérkőzés.
(B): Bajnokcsapat, (K): Kieső csapat, (F): Feljutó csapat, (I): Kupainduló, (R): A rájátszás győztese, (KGY): Kupagyőztes

#### Eredményei
| Hazai \ Vendég1     | HAK | HBS | HHA | MPT |
| Hapóél Akkó         |     |     | 2–1 |     |
| Hapóél Beér-Seva    | 2–3 |     |     |     |
| Hapóél Haifa        |     | 1–2 |     | 0–2 |
| Makkabi Petah Tikvá | 4–1 | 1–1 |     |     |

Forrás: Izraeli Labdarúgó-szövetség 
1A hazai csapatok a bal oldali oszlopban szerepelnek.
Színek: Zöld = hazai győzelem; Sárga = döntetlen; Piros = vendéggyőzelem.
 

### Alsóházi rájátszás
Az alsóházi rájátszásba az alapszakasz 11–16. helyezett csapatai kerültek. Az eddig elért összes eredményüket magukkal hozták, azonban a pontszámaikat megfelezték, és nem egész szám esetén lefele kerekítették. Így a Bétár Jerusálajim 19 , az MSZ Asdód és a Hapóél Petah Tikvá 16-16 , a Hapóél Askelón 13, a Bné Szakhnin 12 , míg a Hapóél Ramat Gan 4 pont levonásban részesült.

#### Végeredménye
| #   | Csapat               | M  | GY | D  | V  | G+ – G– | GK  | P                                                      | Megjegyzések |
| --- | -------------------- | -- | -- | -- | -- | ------- | --- | ------------------------------------------------------ | ------------ |
| 11. | Bétár Jerusálajim    | 35 | 12 | 9  | 14 | 38–35   | +3  | 26 \|rowspan="3" style="background-color: #fafafa;" \| |              |
| 12. | MSZ Asdód            | 35 | 10 | 11 | 14 | 42–55   | −13 | 25                                                     |              |
| 13. | Bné Szakhnin         | 35 | 9  | 8  | 18 | 25–44   | −19 | 23                                                     |              |
| 14. | Hapóél Petah Tikvá   | 35 | 10 | 8  | 17 | 42–58   | −16 | 22                                                     | Osztályozó   |
| 15. | Hapóél AskelónÚ (K)  | 35 | 9  | 5  | 21 | 33–66   | −33 | 19                                                     | Liga Leumit  |
| 16. | Hapóél Ramat Gan (K) | 35 | 3  | 9  | 23 | 24–65   | −41 | 101                                                    | Liga Leumit  |

Forrás: Izraeli Labdarúgó-szövetség (angolul) 
A rangsorolás alapszabályai: 1. pontszám, 2. gólkülönbség, 3. győzelmek száma, 4. szerzett gólok száma, 5. egymás elleni eredmények (pontszám, gólkülönbség, szerzett gólok száma), 6. helyosztó-mérkőzés.
1A Hapóél Ramat Gan csapatától 4 pontot levontak, mert a 2009–2010-es idényben mind a játékosokkal, mind a szakmai stábbal kettős szerződés volt érvényben.
(B): Bajnokcsapat, (K): Kieső csapat, (F): Feljutó csapat, (I): Kupainduló, (R): A rájátszás győztese, (KGY): Kupagyőztes

#### Eredményei
| Hazai \ Vendég1    | ASD | BÉT | BNS | HAS | HPT | HRG |
| MSZ Asdód          |     | 0–0 |     | 4–1 |     | 1–0 |
| Bétár Jerusálajim  |     |     |     | 0–1 | 3–0 | 5–1 |
| Bné Szakhnin       | 1–0 | 1–0 |     |     |     |     |
| Hapóél Askelón     |     |     | 2–1 |     | 0–3 |     |
| Hapóél Petah Tikvá | 1–1 |     | 1–1 |     |     | 1–2 |
| Hapóél Ramat Gan   |     |     | 1–2 | 2–0 |     |     |

Forrás: Izraeli Labdarúgó-szövetség 
1A hazai csapatok a bal oldali oszlopban szerepelnek.
Színek: Zöld = hazai győzelem; Sárga = döntetlen; Piros = vendéggyőzelem.
 

## A góllövőlista élmezőnye
Forrás: Izraeli labdarúgó-szövetség (héberül).
21 gólos
- Tótó Támúz (Hapóél Tel-Aviv)

18 gólos
- Éden Ben Baszat (Hapóél Haifa)
- Élírán Átár (Makkabi Tel-Aviv)

17 gólos
- Móse Ohájón (MSZ Asdód)

16 gólos
- Ben Szahar (Hapóél Tel-Aviv)
- Pedro Joaquín Galván (Bné Jehúdá)

15 gólos
- Ómer Dámárí (Makkabi Petah Tikvá)

14 gólos
- Rój Daján (Hapóél Akkó)
- Vijám Amászá (Íróní Kirjat Smóná)

13 gólos
- Tómer Hemed (Makkabi Haifa)

12 gólos
- Ahmed Szaba (Makkabi Netánjá)
- Dávid Bítón (Hapóél Petah Tikvá)
- Vladimer Dvalisvili (Makkabi Haifa)

11 gólos
- Líór Ráfáélóv (Makkabi Haifa)

10 gólos
- Hen Azríél (Bétár Jerusálajim)
- Tal Ben Háim (Makkabi Petah Tikvá)
- Arafat Djákó (Hapóél Akkó)

## Osztályozó
A 14. helyezett Hapóél Petah-Tikvá oda-visszavágós osztályozót játszott a másodosztály ezüstérmes csapatával, a Hapóél Kfar Szabával.

### 1. mérkőzés
| 2011. május 24. 19.00 (UTC+3) |

| Hapóél Petah Tikvá                     | 4–1               | Hapóél Kfar Szabá |
| -------------------------------------- | ----------------- | ----------------- |
| Lúzón 7' 31' Akszebrád 22' Carfátí 52' | (2–0) Jegyzőkönyv | 86' Abu Arar      |

| Ramat Gan Stadion, Ramat Gan Játékvezető: Kénán |

### 2. mérkőzés
| 2011. május 27. 17.00 (UTC+3) |

| Hapóél Kfar Szabá | 0–1   | Hapóél Petah Tikvá |
| ----------------- | ----- | ------------------ |
|                   | (0–1) | 9' Turgemán        |

| Levita Stadion, Kfar Szaba |

A Hapóél Petah Tikvá 5–1-es összesítéssel megtartotta élvonalbeli tagságát.

## Külső hivatkozások
- Hivatalos oldal (héberül)
- Eredmények az uefa.com-on (angolul)
- Eredmények az soccerwayen (angolul)